# Сіаваш Хагназарі
Сіаваш Хагназарі (перс. سیاوش حق‌نظری, нар. 3 серпня 1995, Тегеран) — іранський футболіст, який грає на позиції півзахисника в узбецькому клубі «Алмалик». Відомий за виступами за іранський клуб «Малаван» у вищому іранському дивізіоні. В Україні відомий за виступами у командах «Скала» в другій лізі та «Волинь» у першій лізі.

## Клубна кар'єра
Сіаваш Хагназарі народився у Тегерані. Він змалку, як і його батько і брати, займався футболом, і є вихованцем футбольного клубу «Гома», пізніше грав за юнацькі команди клубів «Пайкан» і «Персеполіс». У дорослому футболі Хагназарі дебютував у американському клубі «Оріндж Каунті Блюз» в 2015 році. У цьому ж році повернувся на батьківщину для проходження армійської служби, де уклав контракт із клубом вищого дивізіону «Малаван». Дебютував Хагназарі у вищому іранському дивізіоні 20 листопада 2015 року, вийшовши на заміну в грі з клубом «Сайпа». Пізніше, за підсумками сезону 2015—2016, «Малаван» вибув із вищого дивізіону, і футболіст у складі клубу з Бандар-Анзалі грав у другому іранському дивізіоні.
27 вересня 2017 року Сіаваш Хагназарі підписав контракт із українським клубом другої ліги «Скала» зі Стрия. Він став другим іранським футболістом в українських клубах (після Шаяна Тагаві). Дебютував іранський футболіст у чемпіонаті України 25 вересня 2017 року в матчі з клубом «Агробізнес» із Волочиська. У грі з чернівецькою «Буковиною» Хагназарі відзначився першим забитим м'ячем в українській першості, та був визнаний гравцем 19 тижня другої ліги.
У зимовому міжсезонні 2017—2018 років Сіаваш Хагназарі знаходився на перегляді в клубі української Прем'єр-ліги «Верес», проте не підійшов рівненському клубу, і вже 22 лютого 2018 року підписав контракт із клубом української першої ліги «Волинь» з Луцька. У новій команді іранський півзахисник дебютував уже в першому матчі лучан в 2018 році з «Нафтовиком-Укрнафта». За підсумками квітня 2019 року Сіаваш Хагназарі визнаний гравцем місяця української першої ліги.
У серпні 2020 року Хагназарі покинув луцький клуб як вільний агент, проте не знайшовши собі нової команди, у січні 2021 року повернувся до складу «Волині». Але вже в лютому після початку російського вторгнення в Україну іранський півзахисник як вільний агент покидає луцький клуб, та переходить до складу узбецького клубу «Алмалик» з однойменного міста.

## Виступи за збірні
Протягом 2009—2014 років Сіаваш Хагназарі залучався до юнацької збірної Ірану, у складі якої брав ючасть у юнацькому чемпіонаті Азії в 2010 році. У складі збірної Ірану для гравців до 19 років він брав участь у першості Азії 2014 року. Футболіст також грав за молодіжну збірну Ірану. Усього на юнацькому рівні Хагназарі зіграв 5 матчів за збірну, в яких відзначився 5 забитими м'ячами; у складі молодіжних збірних він зіграв 12 матчів, у яких відзначився 1 забитим м'ячем.

## Титули та досягнення
- Бронзовий призер Першої ліги України: 2018–2019